# Maer Roshan
Maer Roshan é um escritor, editor e empreendedor americano que lançou e editou uma série de revistas e sítios importantes, incluindo FourTwoNine.com, TheFix.com, NYQ, Punch!, Radar e Radaronline.com. Atualmente, atua como editor-chefe da Los Angeles Magazine. Anteriormente, foi vice-editor da New York, diretor editorial da Talk e editor sênior da Interview. Escreveu para The New York Times, o Miami Herald, New York, The New Republic, The Advocate, Details e o Harper's Bazaar.

## Primeiros anos
Maer Roshan nasceu de pai judeu iraniano e mãe americana. Roshan se mudou para Nova Iorque em 1979 com sua mãe e irmãos, logo após a Revolução Islâmica. Seu pai fugiu do Irão sete anos depois e morreu depois de chegar aos Estados Unidos. Ele começou sua carreira na mídia em 1989, depois de se formar na Universidade de Nova Iorque como repórter criminal no Key West Citizen e lançou sua primeira revista, o periódico LGBT QW em 1991, no auge da crise da Aids, recrutando um proeminente grupo de escritores e editores, incluindo Andrew Solomon e David Rakoff. A cobertura da revista sobre política e cultura rendeu-lhe um Prêmio de Excelência Geral da Alternative Press Association. Logo depois, a Time Inc. o contratou para criar uma revista LGBT nacional, a Tribe.

## Carreira
Em 1994, Roshan foi contratado por Kurt Andersen como editor-adjunto da New York. Ele produziu alguns dos recursos mais destacados da revista, incluindo a primeira entrevista com Donatella Versace após o assassinato de seu irmão, Gianni Versace, e a primeira entrevista pós-impeachment com Monica Lewinsky. Em 2003, ele foi premiado com um Emmy por seu trabalho como produtor executivo do New York Awards, um especial televisionado que foi ao ar pela NBC.
Mais tarde naquele ano, Tina Brown nomeou Roshan como diretor editorial da revista Talk. Ele foi creditado pela Adweek por "reerguer a publicação em dificuldades, dobrando a circulação em dez meses. Brown o chamou de "o único editor de revista masculina natural de sua geração".
Mas a trajetória da revista foi interrompida pelos ataques terroristas de 11 de setembro, que devastaram o mercado publicitário. Em janeiro de 2002, depois que o Talk suspendeu a publicação, Roshan reuniu assessores da New York e Talk e começou a Radar' an irreverent monthly about politics and pop culture.[carece de fontes?]
Aclamado pelo The New York Times como o lançamento mais esperado do ano, os dois primeiros testes de Radar esgotaram em todo o país. Logo depois, a revista desapareceu das bancas enquanto Roshan buscava mais financiamento a longo prazo. Quatorze meses depois, Roshan levantou dez milhões de dólares dos empresários Mort Zuckerman e Jeffrey Epstein e garantiu apoio adicional da Integrity Multimedia, empresa financiada pelo bilionário Ron Burkle. Sob sua liderança, Radar se tornou uma das primeiras publicações impressas a incluir mídia digital. Depois de atrair 1,5 milhão de visitantes únicos um mês após sua estréia, o Radaronline foi citado pelo Wall Street Journal como um novo modelo para as revistas impressas que lutam para se adaptar a um novo ambiente de mídia.
Em maio de 2008, o Radar foi indicado ao prêmio General Excellence pela American Society of Magazine Editors. Logo depois, Radaronline foi comprado pela American Media. O sítio atualmente atrai cem milhões de visitantes únicos por mês.
Em abril de 2011, Roshan lançou o TheFix.com, um sítio diário, atualmente o principal portal de recuperação e dependência do mundo.[carece de fontes?] Em 2012, ele iniciou uma consultoria em Los Angeles chamada Awesome Projects. que fornece serviços editoriais para empresas como The New York Times, Yahoo !, Snapchat, The Hollywood Reporter e Telepictures. Em 2016, ele assinou como Chief Content Officer da FourTwoNine, uma revista e site nacional focado no público LGBT.[carece de fontes?]